# Distretto elettorale di Otjiwarongo
Il distretto elettorale di Otjiwarongo è un distretto elettorale della Namibia situato nella Regione di Otjozondjupa con 31.813 abitanti al censimento del 2011. Il capoluogo è la città di Otjiwarongo.